# Setmana Roja (Itàlia)
A Itàlia es coneix com la Setmana Roja (Settimana rossa en italià) als fets produïts durant aproximadament una setmana (del 7 al 14 de juny de 1914) desencadenats per la repressió contra una manifestació anarquista contra el militarisme, en la qual van morir tres persones a causa de les bales dels carabinieri (policia militar que compleix la funció de cos de seguretat interna a Itàlia).
Durant els dies següents, i em mig d'una vaga general, tot el país es va convertir en un polvorí, produint-se manifestacions en les que es van enfrontar de forma violenta tant els vaguistes com les forces de seguretat, i en els que Errico Malatesta va tenir una actuació destacada, i és el principal instigador de la protesta inicial Benito Mussolini, qui des de la tribuna del diari del Partit Socialista Italià, Avanti!, va agitar les masses durant mesos.
Europa entrava aquell any a la Primera Guerra Mundial i els diferents actors revolucionaris estaven en un moment àlgid del seu poder de convocatòria i mobilització. Intel·lectuals marxistes com per exemple, Rosa Luxemburg, veien l'escala bèl·lica que s'apropava com un instrument útil per als interessos de la burgesia,
 i per aquest motiu des del camp de les esquerres més combatives s'oposaven amb força a la deflagració.
Itàlia va acabar entrant en el conflicte; encara conservaven patents els efects de la setmana roja.